# جبل مولاي الحسن
جبل مولاي الحسن (بالإسبانية Mulhacén تلفظ بالإسبانية: ‎/mulaˈθen/‏) هو أعلى جبل في إسبانيا وفي شبه الجزيرة الايبيرية. يوجد ضمن سلسلة سييرا نيفادا. وسمي نسبة إلى أبي الحسن علي أو مولاي الحسن (Muley Hacén) آخر ملوك غرناطة المسلمين في القرن 15 الذي قيل أنه دفن على قمة الجبل.

## معرض الصور

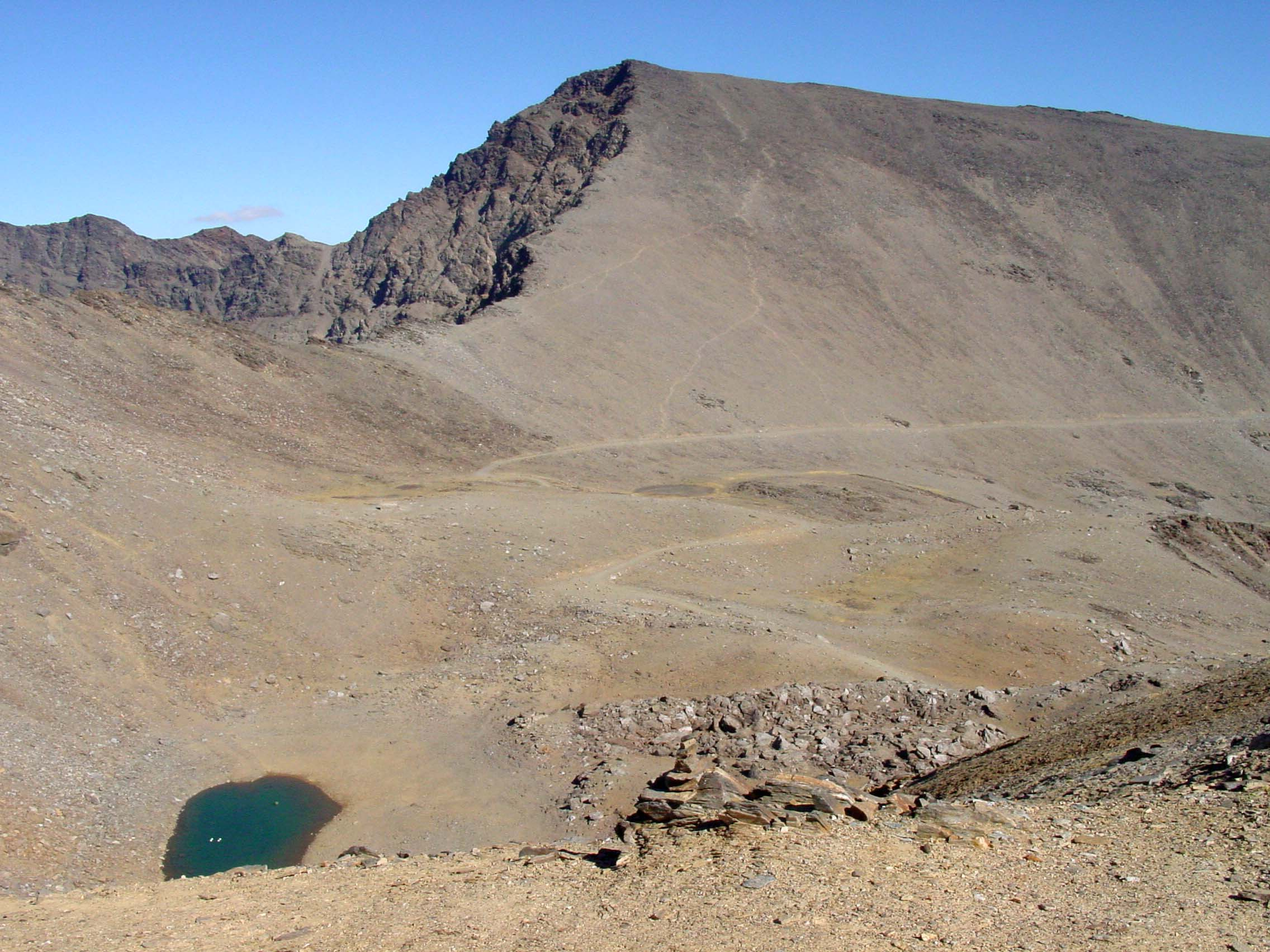
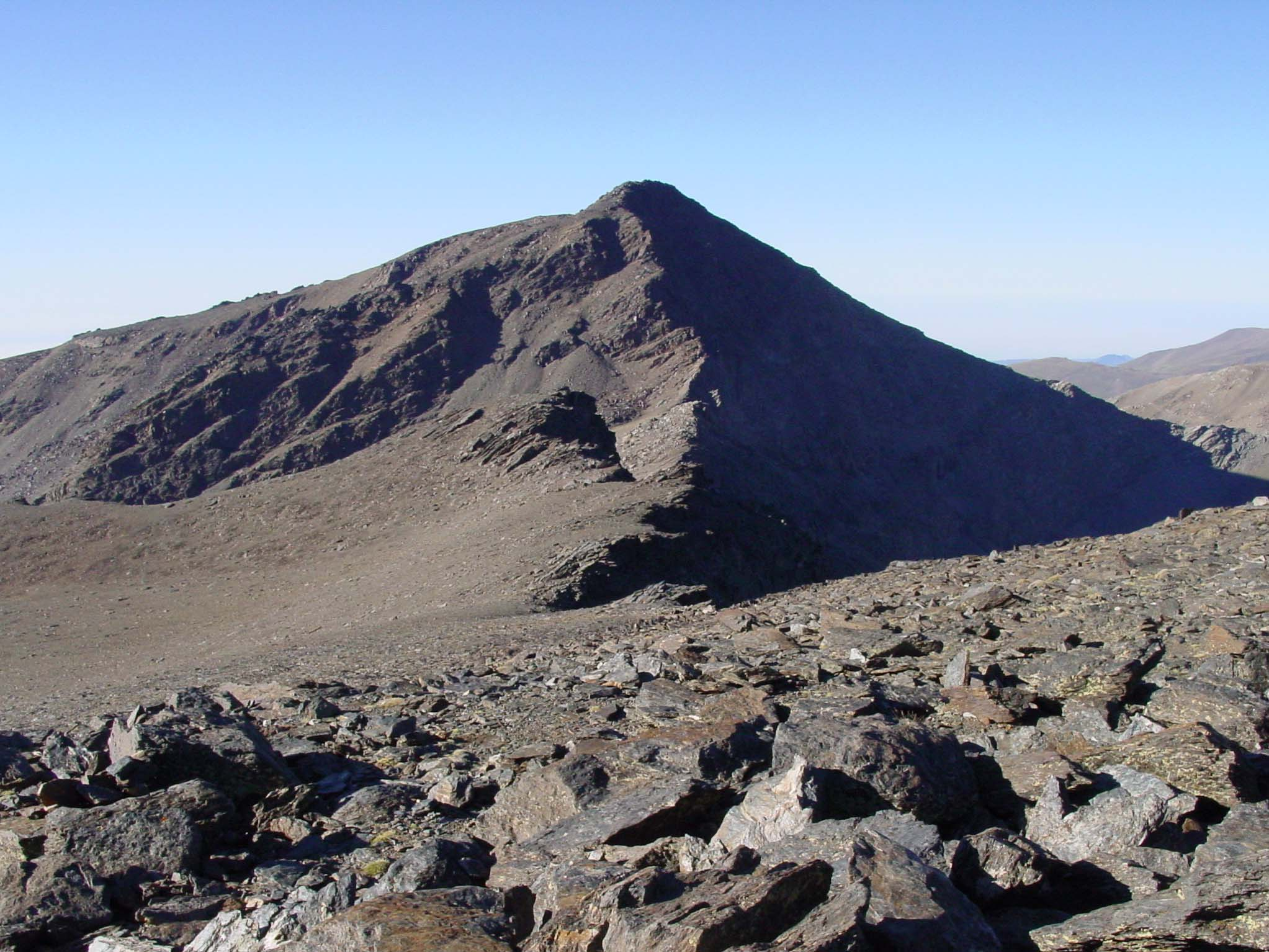
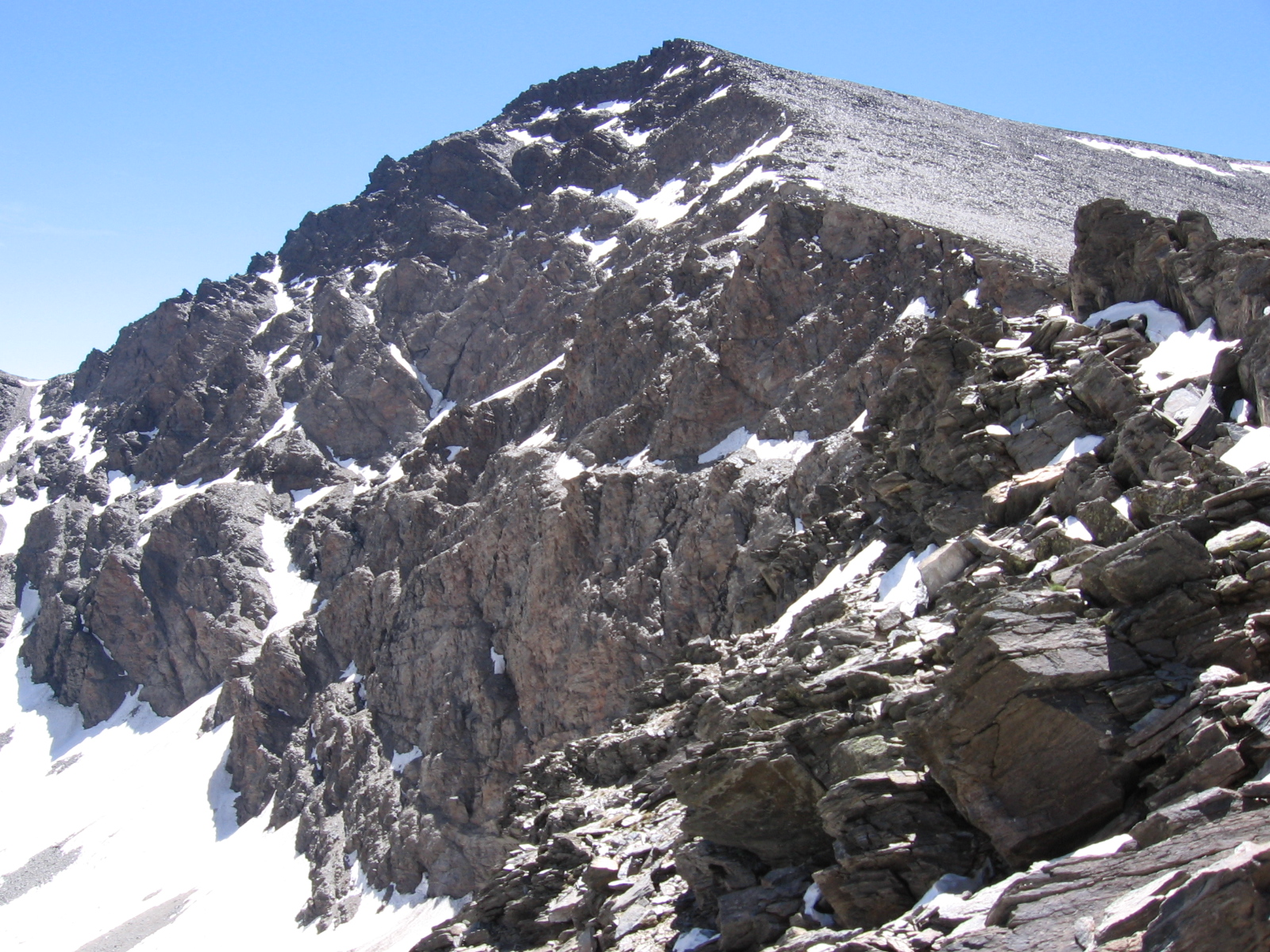
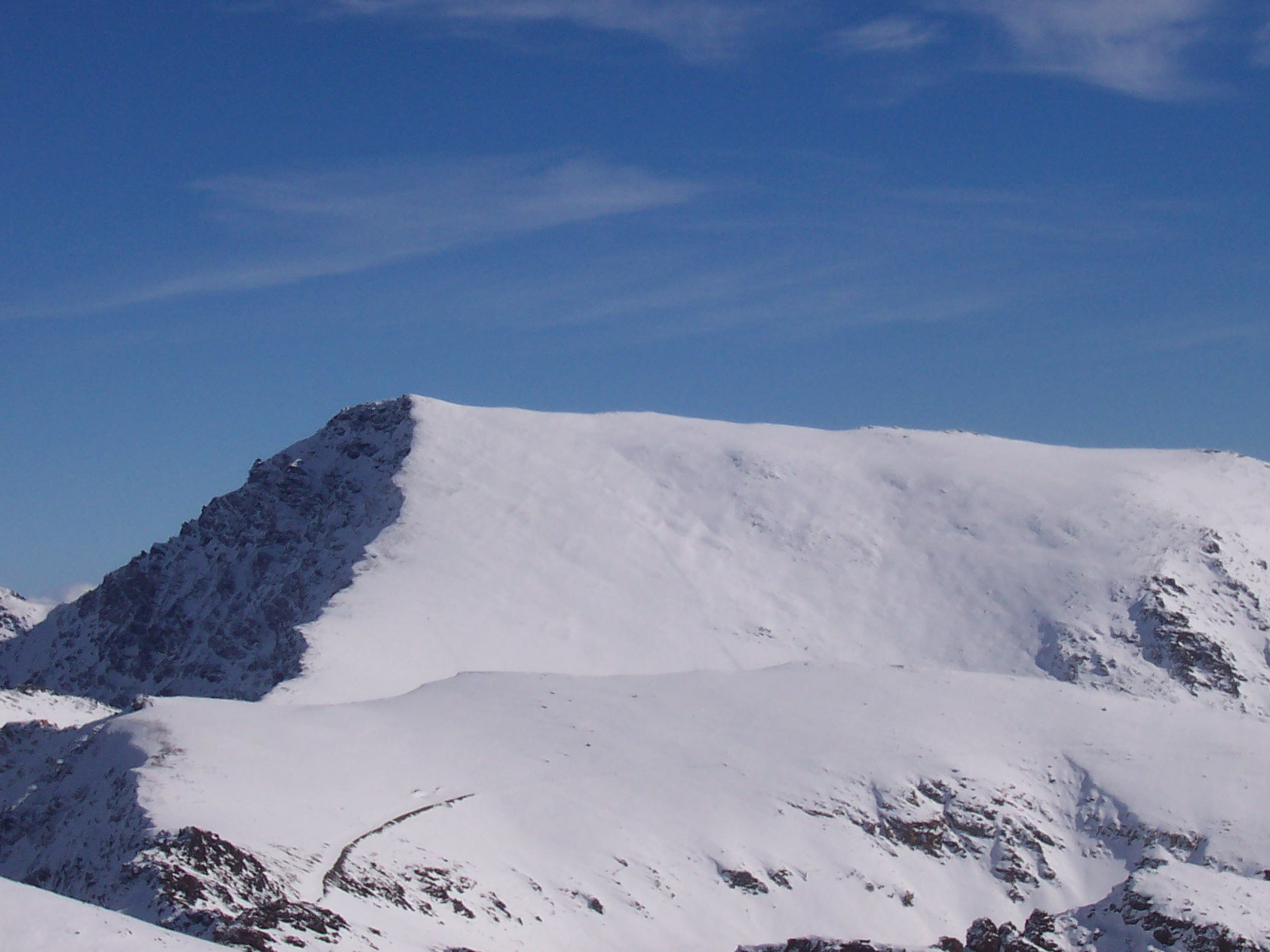
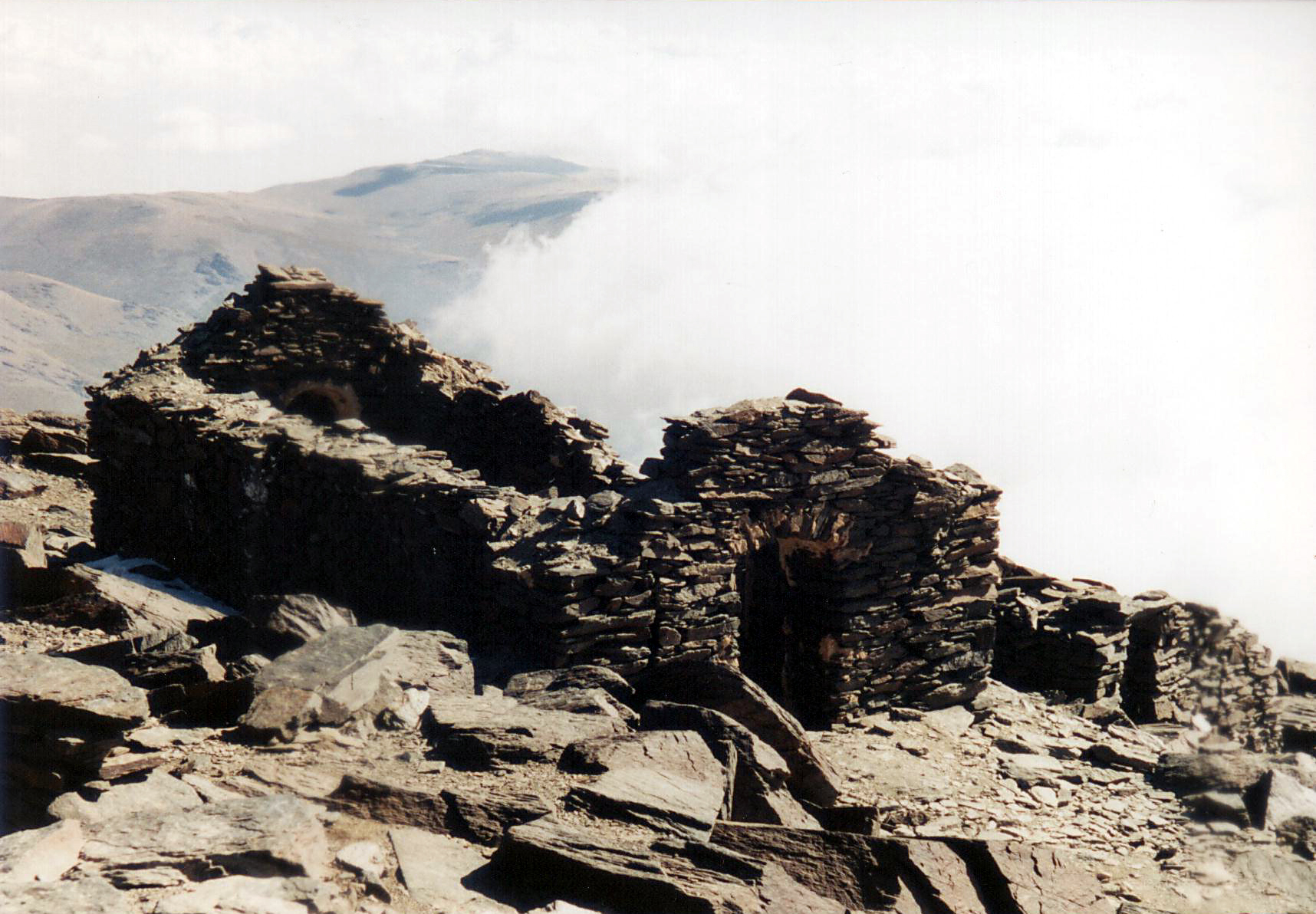
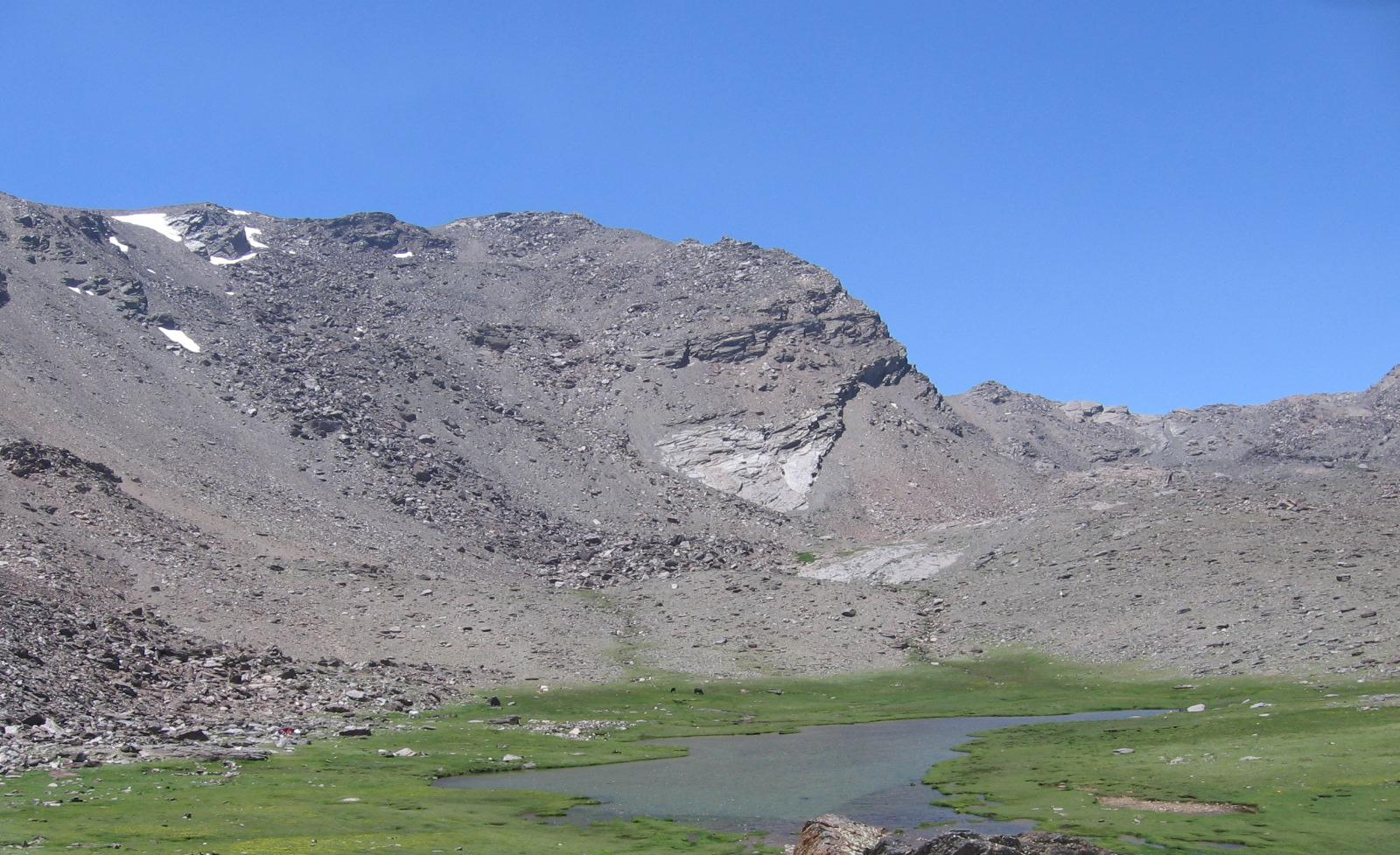